# Láodamás
Láodamás (řecky Λαοδάμας, latinsky Laodamas) je v řecké mytologii jméno několika postav.

## Láodamás – thébský král
Byl synem krále Eteokla, syna Oddipova Eteoklés byl ten, kdo vyhnal svého bratra Polyneika z Théb, protože se s ním nechtěl dělit o vládu po smrti Oidipově. Z toho povstala válka Epigonů, v ní král Láodamás padl v souboji s jedním z vojevůdců Epigonů, Alkmaiónem. Théby v této válce byly dobyty a pobořeny, většina obyvatelstva je opustila. Nástupníkem krále se stal Polyneikův syn Thersandros, který je uváděn v mýtech jako poslední thébský král.

## Láodamás – Trójan
Byl synem trojského vůdce Anténora. Byl to prý statečný bojovník, který padl v souboji s Aiantem zvaným Veliký.

## Láodamás – Faják
Tento byl synem fajáckého krále Alkinoa, u něhož se na ostrově Scherii zastavil a byl
přijat Odysseus při návratu z Trojské války. Mladý Láodamás se nad staršího a unaveného Odyssea vyvyšoval a nevybíravě ho vybízel k souboji. Chytrý Odysseus dokázal svou zdatnost v hodu diskem a v jiných disciplínách, pěstní zápas s Láodamantem však odmítl, protože prý se nemůže bít se svým hostitelem.